# 2024年のバレーボール
< 2024年 | 2024年のスポーツ
2024年のバレーボール（2024ねんのバレーボール）では、2024年のバレーボール関連の出来事をまとめる。
2023年のバレーボール - 2024年のバレーボール - 2025年のバレーボール

## できごと

### 1月
- 8日 - 【JVA・高体連】この日まで行われた第76回全日本バレーボール高等学校選手権大会男女決勝が行われ、男子は駿台学園（東京第1）が福井工業大学附属福井（福井）に3-0で勝ち2年連続3回目の優勝。女子は就実（岡山) が3-0で下北沢成徳（東京第1）の高校3冠を阻止しインターハイと選手権を兼ねていた時代を含め2年ぶり5回目の優勝[1][2]。

### 3月
- 3日 -【JVA・V.LEAGUE】V.LEAGUE Division1（V1）女子ファイナルの決勝が行われ、レギュラーラウンド2位のNECレッドロケッツがレギュラーラウンド1位のJTマーヴェラスを3-1で下し2年連続8回目の優勝[3]。
- 31日 -【JVA・V.LEAGUE】V.LEAGUE Division1（V1）男子ファイナルの決勝が行われ、レギュラーラウンド2位のサントリーサンバーズがレギュラーラウンド1位のパナソニックパンサーズを3-0で下し2年連続8回目の優勝[4]。

### 5月
- 6日 - 【JVA】第72回黒鷲旗大会男女決勝がAsueアリーナ大阪で行われ、男子はサントリーサンバーズが3-2でパナソニックパンサーズを降し2年ぶり10回目、女子はウルフドッグス名古屋がサントリーサンバーズを3-0、女子は岡山シーガルズがデンソーエアリービーズを3-0で降し初優勝[5][6]。

### 6月
- 23日：【FIVB】ネーションズリーグ女子決勝が タイ・バンコクで行われ イタリアがセットカウント3-1で 日本を降し2年ぶり2回目の優勝。敗れた日本は同大会で初のメダル獲得[7]。
- 30日（現地）：【FIVB】ネーションズリーグ男子決勝が ポーランド・ウッチで行われ フランスがセットカウント3-1で 日本を降し2年ぶり2回目の優勝。敗れた日本は同大会で初のメダル獲得、国際大会でのメダル獲得は1977年ワールドカップで銀メダル獲得以来47年ぶりの国際大会のメダル獲得[8]。

### 7月
- 9日  -【JVA・V.LEAGUE】 バレーボール日本女子代表主将の古賀紗理那（NECレッドロケッツ川崎）はこの日、自身のInstagramを更新して「2024年パリオリンピックを最後に現役を引退する」こと及び、「オリンピック終了後に引退記者会見を行う予定である」ことを発表した[9]。
- 29日 - 【高体連】全国高等学校総合体育大会女子決勝が行われ金蘭会（大阪第1）が就実（岡山）を3-0で下し2年ぶり3回目の優勝[10]。

### 8月
- 4日 - 【高体連】全国高等学校総合体育大会男子決勝が行われ駿台学園（東京第1）が東福岡（福岡）を3-1で降し2年連続3回目の優勝[11]。
- 10日 - 【IOC・FIVB】パリオリンピックインドア男子決勝が行われフランス が3-0で ポーランドを降し2大会連続2回目の金メダル獲得[12]。
- 11日 - 【IOC・FIVB】パリオリンピックインドア女子決勝が行われ イタリアが3-0でアメリカ合衆国 を降し初の金メダル獲得[13]。

### 10月
- 10月11日 - 国内の新たなトップリーグSVリーグが、この日のサントリーサンバーズ大阪VS大阪ブルテオン戦で開幕[14]。

### 12月
- 21日 - 【JVA】令和6年度天皇杯・皇后杯全日本バレーボール選手権大会ファイナルラウン女子決勝がAsueアリーナ大阪で行われヴィクトリーナ姫路が3-2でSAGA久光スプリングスを降し初優勝。実業団チームを前身に持たないチームとしても初の優勝となった。[15]。
- 22日 - 【JVA】令和6年度天皇杯・皇后杯全日本バレーボール選手権大会ファイナルラウン男子決勝がAsueアリーナ大阪で行われサントリーサンバーズ大阪が3-0で大阪ブルテオンを降し13年ぶり2回目の優勝。[16]。

## 予定
日本国外の大会は現地時間表記。

### 11月
- 26日 - 12月1日：【JVA・全大連】全日本バレーボール大学男女選手権大会（船橋市総合体育館他）

### 12月
- 12日 - 15日・21日 - 22日：【JVA】令和6年度天皇杯・皇后杯全日本バレーボール選手権大会ファイナルラウンド（Asueアリーナ大阪）
- 25日 - 28日：【JVA】全国都道府県対抗中学バレーボール大会（大阪市中央体育館他）

## 結果

### 国際大会
- 2024年FIVB女子バレーボールネーションズリーグ（5月14日 - 6月23日・決勝  タイ・バンコク）
  - 決勝: イタリア 3 - 1  日本（2年ぶり2回目）
- ：ネーションズリーグ男子（5月21日 - 6月30日・決勝  ポーランド・ウッチ）
  - 決勝: フランス 3 - 1  日本（2年ぶり2回目）
- パリオリンピック（7月24日 - 8月11日・  フランス・パリ）
  - 男子決勝: フランス 3 - 0  ポーランド（2大会連続2回目）
  - 女子決勝: イタリア 3 - 0  アメリカ合衆国（初優勝）

### 国内大会

#### 日本
- 第76回全日本バレーボール高等学校選手権大会（春高バレー）（1月4日 - 8日・東京体育館）
  - 男子決勝：駿台学園（東京第1） 3 - 0 福井工大福井（福井）
  - 駿台学園は2年連続3回目優勝。
  - 女子決勝：就実（岡山） 3 - 0 下北沢成徳（東京第1）
  - 就実は2年ぶり5回目の優勝【インターハイと選手権を兼ねていた時代を含む】。
- 2023-24 V.LEAGUEファイナル
  - 男子V1リーグ決勝 サントリーサンバーズ 3 - 0 パナソニックパンサーズ（2年ぶり10回目）
  - 女子V1リーグ決勝 NECレッドロケッツ 3 - 1 JTマーヴェラス（2年連続8回目）
  - 男子V2リーグ優勝 - 北海道イエロースターズ
  - 女子V2リーグ優勝 - ヴィクトリーナ姫路
  - 男子V3リーグ優勝 - フラーゴラッド鹿児島
  - 女子V3リーグ優勝 - 倉敷アブレイズ
- 第72回黒鷲旗全日本選抜（5月1日 - 6日・Asueアリーナ大阪）
  - 男子決勝 サントリーサンバーズ（V1） 3 - 2 パナソニックパンサーズ（V1）（2年ぶり10回目）
  - 女子決勝 岡山シーガルズ（V1） 3 - 0 デンソーエアリービーズ（V1）（初優勝）

- 令和6年度全国高等学校総合体育大会（女子：7月25日 - 29日・男子：7月31日 - 8月4日 大分県）
  - 男子決勝：駿台学園（東京第1） 3 - 1 東福岡（福岡）
  - 駿台学園は2年連続3回目の優勝。
  - 女子決勝：金蘭会（大阪第1） 3 - 0 就実（岡山）
  - 金蘭会は2年ぶり3回目の優勝。

- 令和6年度天皇杯・皇后杯全日本バレーボール選手権大会ファイナルラウンド（12月12日 - 15日・（12月21日（女子決勝）- 22日（男子決勝）・大阪府大阪市港区  Asueアリーナ大阪）
  - 男子決勝 - サントリーサンバーズ大阪（SVリーグ） 3 - 0 大阪ブルテオン（SVリーグ）（13年ぶり2回目）
  - 女子決勝 - ヴィクトリーナ姫路（SVリーグ） 3 - 2 久光スプリングス（SVリーグ）（初優勝）